# Helbreath
Helbreath es un popular videojuego MMORPG para PC desarrollado por la compañía coreana Siementech, lanzado por primera vez en Corea del Sur en agosto de 1999. Las versiones internacional y japonesa fueron lanzadas en los años siguientes. El juego ofrece la posibilidad de jugar dos semanas de manera gratuita, momento en que se hace necesario pagar cada mes para seguir jugando.
Este juego en línea está ambientado en un contexto legendario y medieval. Trata de dos ciudades en guerra, cada una sirviente de un Dios, Aresden, fieles al Dios Aresien y Elvine, del Dios Eldinel.
El jugador debe tomar la elección de escoger la ciudad de la cual formará parte. Si te unes a Aresden, serás enemigo de Elvine y viceversa, y por ende de los jugadores pertenecientes a la ciudad contraria.
En este juego podrás realizar variadas "Quests", ganando así oro y puntos de contribución, los cuales representarán tu nivel de contribución hacia tu ciudad y con ello lograr, junto a la cantidad de Enemy Kill Count's, conseguir parte de la armadura de héroe de tu ciudad hasta obtenerla completamente. Este set de armaduras es muy anhelado por todo los jugadores, ya que es el más fuerte, no se pierde al morir y es estéticamente una armadura muy distintiva, que causa respeto por los demás jugadores.

## Historia
En el tiempo profundo dentro del mundo de Helbreath, existieron dos grandes dioses supremos, Eldinel y Aresien. Estos dioses entraron en contacto con los humanos a través del templo de Erisnommire, situado en la región occidental de Helbreath en Mt. Asgarde. Además de la participación en el mundo humano, estos dos seres absolutos gobernaron sobre los dieciséis dioses primarios. En un acontecimiento conocido como la ' pendiente de los dioses, los dioses ensamblaron humanidad en su reino terrenal, y moraron allí en paz. Mientras que allí, los dioses hicieron que la tierra producirá las cosechas generosas de la vida. Consecuentemente, la ' energía divina ' fue lanzada entre los humanos por los dioses. Sin embargo, en un cierto punto en el año 2192, el acontecimiento primero ocurrió, debido a un conflicto entre Eldinel y Aresien, la totalidad de Helbreath cayo en la confusión y el desorden. Por lo tanto, la conexión entre los dioses y los humanos fue separada con mucho dolor. Pues el tiempo pasó, y como acontecimientos todo aparentemente fantásticos lo haga, la '"pendiente de los dioses descolorados" se convierte en una leyenda. Diferente del resto del mundo, el centro de Helbreath, conocido como equilibrio, seguía siendo una tierra pacífica con la protección y la bendición de los dioses. Después de la salida de la energía divina, la misma naturaleza de Helbreath vino en caída a la humanidad. Una vez que los animales pacíficos dieran vuelta en las bestias viciosas que atacaron indiferentemente, una vez que la tierra fértil llegó a ser solitaria y estéril, rechazando rendir cualquier cosa que el hambre de los vivos saciase, solamente en un ambiente tan áspero, la humanidad podría necesitar la ayuda de los dos seres supremos una vez más. En respuesta, el equilibrio ramificó en dos denominaciones: uno para los que adoraban a Eldiniel, y uno para los que adoraban a Aresien. Mientras que las dos denominaciones fueron formadas, las regiones de Elvine y de Aresden fueron creadas independientes. En la región del este de Helbreath, un área abandonada por los dioses, el mal absoluto, Abaddon, había comenzado a recuperar su energía perdida. Esta energía creció continuamente, y mientras que hizo a tan horroríficas criaturas, que se ocultan en los lugares más oscuros de la tierra. Armadas estas criaturas con este valor maligno, comenzaron a atacar las aldeas de Helbreath.
Entre los aldeanos, creció un rumor asombroso, que la fuente verdadera de estas bestias era Abaddon, la tierra de la destrucción. Este rumor fue estimulado muy creído por los casos numerosos de los caballeros y de los magos que se aventuraron a Abaddon, pero nunca volvieron otra vez. Naturalmente, Abaddon se convirtió en un lugar temido por la mayoría del pueblo. Hay mucha especulación sobre Abaddon, pero nadie realmente sabe la naturaleza verdadera de su mal. Incluso mientras que la fuerza del mal absoluto aumenta a diario, restos de la humanidad prefirió ocultarse a sí mismos de la oscuridad que venía. Esta será la proeza más grande que la humanidad ha hecho frente, y las demandas más grandes del desafío crearon a los héroes más grandes. ¿Pueden estos Héroes que pueden unir a una gente dividida y confinan la fuerza del mal? ¿Puedes tu reunir la fuerza y el valor para ser uno?

## Comienzos
Los jugadores nuevos comienzan en la zona de principiantes (Beginner Zone) como viajeros (Travellers), siendo neutros ante cualquier tipo de jugador. Cuando se alcanza el nivel 19, pueden pedir la ciudadanía de Aresden o Elvine, las dos ciudades enfrentadas. Uno solamente puede llegar hasta el nivel 19 como viajero. Cada nivel que suban les dará 3 "stats points" adicionales, que podrán utilizar para aumentar cualquiera de los 6 atributos existentes en el juego (sean STR, DEX, VIT, INT, MAG y CHR) dependiendo de si quieres ser un mago, un guerrero, o una mezcla de ambos.
Una vez que el jugador se hace ciudadano, puede optar a ser un civil (Civilian) hasta nivel 80. Después, al nivel 81, se transforma automáticamente en un combatiente (Combatant) de esa ciudad. El jugador como civil puede rondar solamente por el territorio de su ciudad, sin tener la posibilidad de salirse de dichas áreas, pero con la ventaja de ser inmune a los ataques del ciudadano enemigo, evitando así temer ser asesinado por un jugador rival; por el contrario, el jugador combatiente puede ser asesinado, pero tiene la ventaja de poder recorrer todos los mapas del juego (siempre y cuando su nivel se lo permita), a excepción de la zona de principiantes.

## Atributos
| Stats              | Atributos |
| STR (Strength)     | Incrementa el daño físico (+2% de daño por cada 10 de STR), la estamina y la capacidad de carga en la mochila. Permite usar armas y armaduras pesadas e incrementa levemente los puntos de vida (hp). |
| DEX (Dexterity)    | Aumenta las probabilidades de esquivar y/o acertar golpes físicos. |
| VIT (Vitality)     | Aumenta la vida (hp) y su rapidez de regeneración. |
| INT (Intelligence) | Incrementa el maná, permite aprender mejores hechizos y aumenta la probabilidad de invocarlos de forma exitosa.                                                                                       |
| MAG (Magic)        | Incrementa el maná y su rapidez de regeneración, el daño mágico (+3% por cada 10 puntos de MAG) y la probabilidad de acertar.                                                                         |
| CHR (Charisma)     | Baja el precio de los objetos comprados en las tiendas y permite la creación de un clan (Guild) al alcanzar los 20 de CHR.                                                                            |

## Estatus del jugador
- Traveller: es la postura del jugador al comenzar el juego. Es un jugador neutro que, una vez alcanzado el nivel 5, puede optar por nacionalizarse de una de las 2 ciudades del juego. Este jugador solo puede llegar hasta el nivel 19 como Traveller; de ahí en adelante tiene la obligación de optar por una ciudad, si es que desea poder seguir aumentando su nivel.
- Civilian: son jugadores que por su bajo nivel prefieren no entrar aún en lucha contra los demás combatientes. Se puede ser civil hasta el nivel 100 en servidores oficiales. Estos jugadores solo pueden permanecer en su ciudad, sin tener la posibilidad de salir de sus alrededores.
- Combatant: pueden entrar al combate contra los combatientes enemigos y tener acceso a todos los lugares ( excepto a la traveller zone) del juego siempre y cuando su nivel se los permita.
- Criminal: son jugadores que han matado a uno o más combatientes de su propia ciudad. Son llevados presos, con la obligación de permanecer durante unos minutos encerrados en una celda. Una vez liberados, quedan en estado de criminal, lo que lo lleva a poder ser asesinado por cualquier jugador, sea o no de su ciudad y con el riesgo de perder varios objetos (ítems) al morir. El jugador se libera de este estado al ser asesinado.
- Nota:uno puede saber el estatuto de un jugador al poner el cursor sobre dicha persona, el cual aparecerá datos como el nick del jugador, la nacionalidad (Aresden o Elvine), su postura y su guild,  si es que forma parte de uno.

## Objetos
La economía en Helbreath varía mucho entre servidores. En general, todos los objetos pueden ser libremente intercambiados entre jugadores, con las únicas excepciones de las armaduras de héroe y las armas y armaduras de los así llamados caballero (Dark Knight) o mago oscuro (Dark Wizard). Muchos objetos son desprendidos de monstruos al morir e incluyen un atributo primario y secundario, permitiendo una variedad de usos. Dependiendo del peso de un objeto un jugador determinado podrá equiparlo o no. Por ejemplo, con 90 de fuerza (STR) un jugador no podrá equipar una espada que le exija más, o podrá pero atacará a una velocidad más lenta que la óptima, y no conveniente usar un arma que ataque más lento que lo máximo alcanzable.

## Naciones
- Aresden:

- Se ubica al sur de Middleland (zona central del juego).
- Está compuesta por Aresden Town/Farm/Dungeon, Ethernal field, Silent Wood y Aresien Garden.
- Se llega desde la zona de principiantes mediante el transportador iquierdo de dicho mapa.
- Su armadura de héroe es roja con detalles dorados.
- Elvine:

- Se ubica al norte de Middleland .
- Está compuesta por Elvine Town/Farm/Dungeon, Rocky Highlands, Death Valley y Eldinel Garden. 
- Se llega desde la zona de principiantes mediante el transportador derecho de dicho mapa .
- Su armadura de héroe es azul con detalles dorados.

## Servidores Privados
La era de los servidores alternativos comenzó en 2002, cuando el creador del juego, Siementech, accidentalmente permitió que los archivos del servidor fueran filtrados al público. Estos servidores albergan a una mezcla de jugadores de distintos países, principalmente de Estados Unidos, México, Canadá, Argentina, Brasil, Chile, Polonia, República Checa, República Dominicana, y España. Algunos de ellos eligen los servidores alternativos por mera preferencia, mientras que otros no pueden pagar el precio de los oficiales. Actualmente, quedan algunos servidores oficiales. 
Entre los servidores privados todavía vigentes puedes encontrar: Helbreath Nemesis en Steam, Helbreath Olympia y Helbreath Argentina.

## Abreviaciones Comunes
- Ares: Aresden
- Elv: Elvine
- Ml: Middleland
- SADE: Cruzadas
- PFM: Protection from Magic (magia para disminuir el daño mágico recibido en un 50%)
- ZERK: Berzerk (magia para aumentar el daño físico)
- AMP: Absolute Magic Protection (magia disminuir el daño mágico recibido en su totalidad)
- MP: Mana Point (puntos de maná necesaria para poder invocar las magias)
- HP: Health Point (puntos de vida)
- SP: Stamina Point (puntos de estamina, necesaria para poder correr y hablar)

En las magias generalmente se le toman las iniciales, y eso hace que se cree dicha abreviatura, como por ejemplo: "Great-Defense-Shield" que sería "GDS".
- Datos: Q4349006